# Wjatscheslaw Alexandrowitsch Malyschew

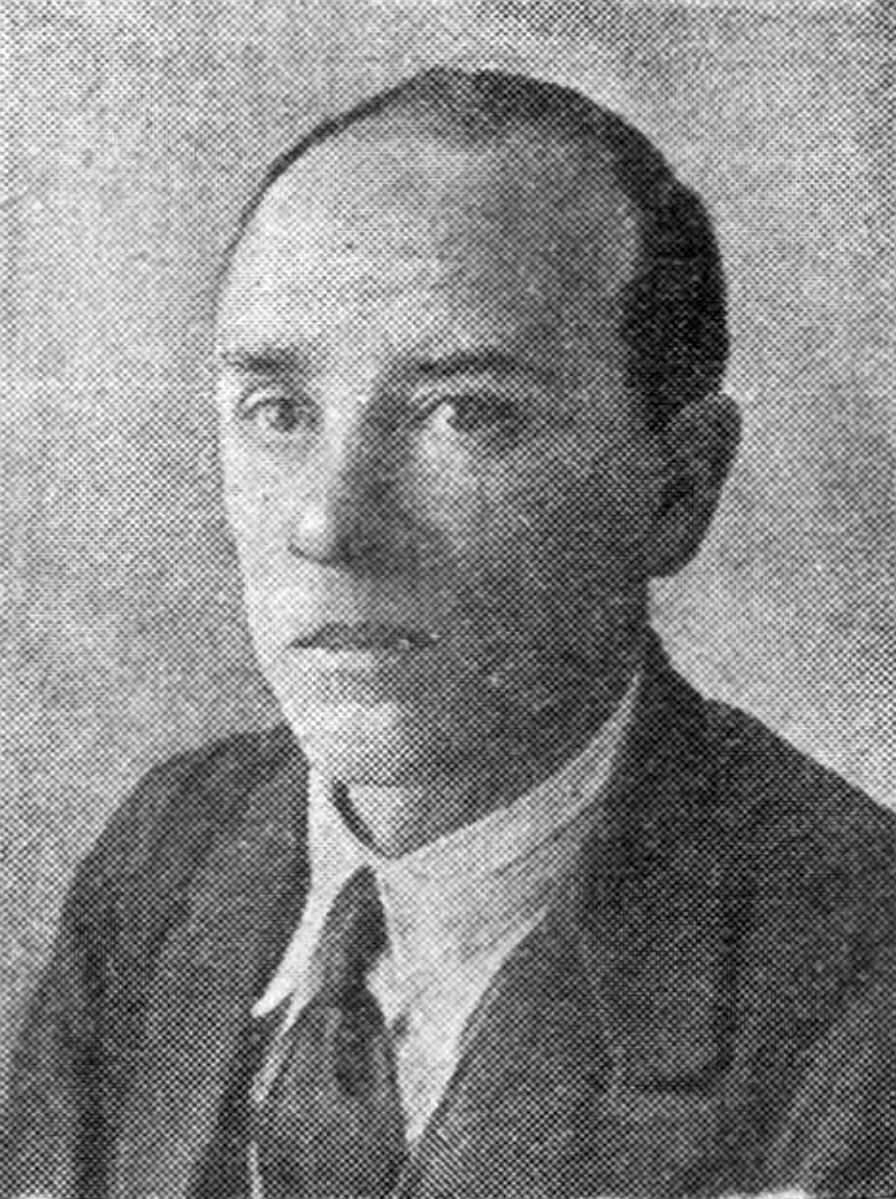
Wjatscheslaw Malyschew (1938)

Wjatscheslaw Alexandrowitsch Malyschew (russisch Вячеслав Александрович Малышев; * 3. Dezemberjul. / 16. Dezember 1902greg. in Ust-Sysolsk; † 20. Februar 1957 in Moskau) war ein sowjetischer Politiker und Parteifunktionär. Vom 16. Oktober 1952 bis zum 3. März 1953 war er Mitglied des Präsidiums des Zentralkomitees der KPdSU.

## Anfang der Karriere
Malyschew stammte einer Lehrerfamilie ab. Er fing sehr früh an, sich für den Bolschewismus zu interessieren und wurde bereits mit 16 Jahren zuerst zum Gehilfe des Sekretärs und 1919 zum Sekretär des sogenannten Volksgerichts der russischen Provinzstadt Welikije Luki. Nach dem Ende des russischen Bürgerkrieges arbeitete er als Schlosser in einem Eisenbahnwerk und besuchte gleichzeitig die Abendkurse einer Fachschule für Eisenbahnwesen, die er 1924 abschloss.
Ab 1930 studierte er in Moskau an der Moskauer Technische Hochschule „Nikolai Bauman“. Schon als Student befasste er sich mit der Problematik des Baus von Lokomotiven und leitete sogar Probefahrten von Diesellokomotiven. Nach dem Abschluss des Studiums 1934 arbeitete er in den Eisenbahnwerken der Stadt Kolomna, wo er aber nur für kurze Zeit blieb. Da die Stalinistischen Säuberungen sehr viele Opfer unter den Fachleuten für Wirtschaft und Technik gefordert haben und dadurch ein eklatanter Mangel am fähigen Nachwuchs bestand, wurde Malyschew innerhalb weniger Jahre vom einfachen Ingenieur zum stellvertretenden Generaldirektor und dann zum Generaldirektor des Kuibyschew-Lokomotivbauwerkes in Kolomna. Am 5. Februar 1939 wurde er nach der Neugliederung der Fachressorts zum Volkskommissar für schweren Maschinenbau der UdSSR ernannt. Gleichzeitig stieg er in der Parteihierarchie auf und wurde 1939 zum Mitglied des Zentralkomitees der KPdSU.
Vom Oktober 1940 bis Mai 1944 war Malyschew Stellvertreter des Vorsitzenden des Rats der Volkskommissare der Sowjetunion und Vorsitzender des Rates für Maschinenbau. Gleichzeitig war er vom Oktober 1940 bis September 1941 Volkskommissar für den mittleren Maschinenbau. Während des Zweiten Weltkriegs leitete er vom September 1941 bis Juli 1942 und dann wieder vom Juni 1943 bis Oktober 1945 die Panzerproduktion der Sowjetunion als Volkskommissar für die Panzerproduktion. Malyschew wurde für „große Verdienste auf dem Gebiet der Schaffung wirtschaftlicher Grundlagen“ für die Siege der sowjetischen Streitkräfte im Jahre 1944 mit dem Orden Held der sozialistischen Arbeit ausgezeichnet. Darüber hinaus bekam er den Militärrang eines Generalobersts des ingenieurtechnischen Dienstes verliehen.

## Nach dem Zweiten Weltkrieg
Nach dem Krieg war er vom Oktober 1945 bis Dezember 1947 Volkskommissar (ab 1946 – Minister) für Transportmaschinenbau, von 1948 bis 1949 gleichzeitig Minister für Maschinenbau und Vorsitzender des Staatskomitees für die Rationalisierungsmaßnahmen in der Wirtschaft und bis März 1953 stellvertretender Vorsitzender des Ministerrates der Sowjetunion. Vom Januar 1950 bis Oktober 1952 übernahm er das Ministerium für den Schiffbau der UdSSR. Mithin gehörte er nicht zur obersten Regierungs- und Parteispitze des Landes, so dass seine „Wahl“ zum Mitglied des Präsidiums des Zentralkomitees der KPdSU, des obersten Parteiorgans also, die auf persönlichen Vorschlag von Stalin zustande kam, für alle völlig unerwartet geschah. Allerdings wurde er zusammen mit fast einem Dutzend anderer Neugewählter sofort nach dem Tod Stalins am 6. März 1953 aus dem Präsidium des ZK ausgeschlossen. Danach war er für wenige Monate wieder Minister für Transportmaschinenbau und schweren Maschinenbau.
Danach ging es mit der Karriere Malyschews stetig bergab. Zuerst noch stellvertretender Vorsitzender des Ministerrates der Sowjetunion und von Juni 1953 bis Februar 1955 als Leiter des Ministeriums für mittleren Maschinenbau einer der Hauptverantwortlichen für den sowjetischen Raketenbau wurde er nach ernsthaften Zerwürfnissen mit dem Staats- und Parteichef Nikita Chruschtschow im Jahre 1955 zum Vorsitzenden eines eher unbedeutenden Staatskomitees für die neue Technik beim Ministerrat der Sowjetunion ernannt. Doch auch danach setzte sich sein Abstieg unaufhaltsam fort. Mitte 1956 wurde er zum stellvertretenden Vorsitzenden des Wirtschaftskomitees für die laufende Planung degradiert, starb jedoch bereits wenige Monate später an einem schweren Herzleiden. In Anerkennung seiner Verdienste für die sowjetische Kriegsindustrie wurde die Urne mit Malyschews Überresten an der Kremlmauer beigesetzt.

## Auszeichnungen
- Held der sozialistischen Arbeit (1944)
- Viermaliger Träger des Leninordens (1939, 1942, 1944, 1952)
- Suworoworden 1. Klasse (1945)
- Kutusoworden 1. Klasse (1945)
- Medaille „Für die Verteidigung Moskaus“
- Medaille „Für die Verteidigung Stalingrads“
- Zweimaliger Träger des Stalinpreises

Das Malyschew-Werk in Charkow wurde 1957 nach ihm benannt.